# Thaumasocerus quadrivitticollis
Thaumasocerus quadrivitticollis är en skalbaggsart som beskrevs av Stefan von Breuning och Jean François Villiers 1968. Thaumasocerus quadrivitticollis ingår i släktet Thaumasocerus och familjen långhorningar.
Artens utbredningsområde är Madagaskar. Inga underarter finns listade i Catalogue of Life.